# Личи (станция)
Ли́чи (латыш. Līči) — железнодорожная станция на линии Вентспилс — Тукумс II между станциями Спаре и Стенде в посёлке Личи, Гибульской волости Талсинского края Латвии.

## История
Остановочный пункт Личи был открыт в 1926 году. В 2014 году это станция 5 класса с двумя путями.